# Сайто, Тэцуо
Тэцуо Сайто (яп. 斉藤 鉄夫 Сайто: Тэцуо, род. 5 февраля 1952, Hasumi)) — японский политический и государственный деятель, министр земли, инфраструктуры, транспорта и туризма (2021—2024), председатель партии «Комэйто» (с 2024).

## Биография
Родился 5 февраля 1952 года в деревне Хасуми, округ Оти, префектура Симане, Япония.
В 1976 году окончил Токийский технологический институт со специальностью в области прикладной физики, а позднее защитил докторскую диссертацию в области инженерии. После окончания обучения стал работать в строительной компании Shimizu Corporation, а в 1986 году стал приглашённым исследователем в Принстонском университете. 
В 1993 году Сайто был впервые избран в Палату представителей Японии. Спустя шесть лет он был назначен парламентским секретарём премьер-министра по вопросам науки и технологий в администрации Кэйдзо Обути.
1 августа 2008 года Сайто получил портфель министра окружающей среды в кабинеты Ясуо Фукуды, а также сохранил свой пост в следующем кабинете, возглавляемом Таро Асо.
В октябре 2021 года он был назначен министром земли, инфраструктуры, транспорта и туризма в кабинете Фумио Кисиды, а позднее сохранил свой пост в первом правительстве Сигэру Исибы.
9 ноября 2024 года Сайто был избран лидером партии «Комэйто».